# Rui Modesto
Rui Manuel Muati Modesto (Vendas Novas, 7 ottobre 1999) è un calciatore portoghese naturalizzato angolano, centrocampista dell'Udinese.

## Caratteristiche tecniche
È considerato un giocatore veloce e potente in grado di agire in più ruoli, da quello di esterno di centrocampo a quello di ala, oltre che di terzino. Viene inoltre considerato un giocatore abile nel fornire assist ai compagni di squadra. 

## Carriera

### Club
Ha cominciato a giocare a calcio nel GDR Afeiteira, una squadra con sede nei pressi della sua città natale Vendas Novas, in Portogallo. Nel 2012 è entrato a far parte del settore giovanile di un'altra società locale, l'Estrela de Vendas Novas, rimanendovi fino al 2018. Durante questo periodo è stato anche girato in prestito a due squadre giovanili, la Juventude de Évora nel 2015-2016 e il Lusitano de Évora nel 2016-2017.
Nel corso della stagione 2017-2018, trascorsa appunto all'Estrela de Vendas Novas, Rui Modesto ha anche debuttato in prima squadra, giocando 28 partite nel Campeonato de Portugal che in quegli anni rappresentava ancora il terzo livello del campionato portoghese.
Tra il 2018 e il 2020, invece, il giocatore ha fatto parte delle giovanili del Vitória Setúbal, con cui ha partecipato al campionato Under-23.
Il 17 settembre 2020 è stato annunciato il suo acquisto da parte dei finlandesi dell'Honka. Dopo aver giocato, a pochi giorni dal suo arrivo, tre partite nella terza serie nazionale con la squadra riserve del club, ad ottobre ha fatto il suo debutto in prima squadra collezionando tre presenze nel campionato di Veikkausliiga 2020 che stava ormai volgendo al termine. L'anno seguente ha giocato gran parte delle partite nell'undici titolare, collezionando 21 presenze e 2 reti nella Veikkausliiga 2021, e debuttando in campo europeo con quattro presenze nella UEFA Europa Conference League 2021-2022. Prima dell'inizio del campionato 2022 ha vinto, con la squadra, la Liigacup 2022 ovvero la Coppa di Lega, pur dovendo rinunciare alla semifinale e alla finale per via della quarantena dovuta alla positività al COVID-19. Ristabilitosi dal virus, è stato il secondo miglior marcatore stagionale dell'Honka nella Veikkausliiga 2022 con 7 reti segnate in 26 presenze tra la prima fase e il girone finale per assegnare il titolo, fase che ha visto la squadra chiudere al terzo posto. È stato inoltre il miglior uomo assist (12 all'attivo) dell'intero campionato.
Una volta terminata la stagione 2022, il club svedese dell'AIK ha comunicato l'acquisto di Rui Modesto con un contratto triennale valido dal gennaio 2023 fino al 31 dicembre 2025. Nonostante la squadra abbia avuto un'annata sotto le attese con una salvezza centrata aritmeticamente solo all'ultima giornata, Modesto si è imposto come uno dei migliori giocatori in rosa, chiudendo il campionato di Allsvenskan 2023 con 6 reti in 29 presenze. Nell'Allsvenskan 2024 ha continuato a mettersi in luce totalizzando 6 reti e 6 assist nelle prime 20 giornate, poi è stato ceduto a campionato in corso.
Il 30 agosto 2024, infatti, nell'ultimo giorno della finestra estiva di calciomercato, l'Udinese ha acquistato il suo cartellino per una cifra quantificata in due milioni di euro più bonus, mentre il giocatore ha firmato un contratto quadriennale. Esordisce con i friulani il 25 settembre nel match dei sedicesimi di Coppa Italia contro la Salernitana, in cui mette a referto l'assist per il gol del definitivo 3-1 di Jurgen Ekkelenkamp, mentre esordice in serie A un mese più tardi, il 25 ottobre, nella vittoria casalinga contro il Cagliari per 2-0, entrando nella finestra delle sostituzioni al minuto 73 al posto di Kingsley Ehizibue. 

### Nazionale
Angolano per discendenza, nel giugno 2023 è stato convocato per la prima volta dal CT Pedro Gonçalves, senza però scendere in campo. La prima presenza con la nazionale angolana l'ha collezionata il 12 settembre 2023, in occasione di un'amichevole giocata a Teheran e persa 4-0 contro i padroni di casa dell'Iran.

## Statistiche

### Presenze e reti nei club
Statistiche aggiornate al 23 dicembre 2024.
| Stagione        | Squadra         | Campionato      | Campionato | Campionato | Coppe nazionali | Coppe nazionali | Coppe nazionali | Coppe continentali | Coppe continentali | Coppe continentali | Altre coppe | Altre coppe | Altre coppe | Totale | Totale |
| Stagione        | Squadra         | Comp            | Pres       | Reti       | Comp            | Pres            | Reti            | Comp               | Pres               | Reti               | Comp        | Pres        | Reti        | Pres   | Reti   |
| --------------- | --------------- | --------------- | ---------- | ---------- | --------------- | --------------- | --------------- | ------------------ | ------------------ | ------------------ | ----------- | ----------- | ----------- | ------ | ------ |
| 2020            | Pallohonka      | K               | 3          | 0          | -               | -               | -               | -                  | -                  | -                  | -           | -           | -           | 3      | 0      |
| 2020            | Honka           | V               | 3          | 0          | SC              | 0               | 0               | UEL                | 0                  | 0                  | -           | -           | -           | 3      | 0      |
| 2021            | Honka           | V               | 21         | 2          | SC              | 6               | 1               | UEL                | 4                  | 0                  | -           | -           | -           | 31     | 3      |
| 2022            | Honka           | V               | 21+5       | 6+1        | SC+LC           | 1+4             | 0+1             | -                  | -                  | -                  | -           | -           | -           | 31     | 8      |
| Totale Honka    | Totale Honka    | Totale Honka    | 45+5       | 8+1        |                 | 11              | 2               |                    | 4                  | 0                  |             | -           | -           | 65     | 11     |
| 2023            | AIK             | A               | 29         | 6          | SC              | 4               | 0               | -                  | -                  | -                  | -           | -           | -           | 33     | 6      |
| 2024            | AIK             | A               | 20         | 6          | SC              | 6               | 4               | -                  | -                  | -                  | -           | -           | -           | 26     | 10     |
| Totale AIK      | Totale AIK      | Totale AIK      | 49         | 12         |                 | 10              | 4               |                    | -                  | -                  |             | -           | -           | 59     | 16     |
| 2024-2025       | Udinese         | A               | 5          | 0          | CI              | 2               | 0               | -                  | -                  | -                  | -           | -           | -           | 7      | 0      |
| Totale carriera | Totale carriera | Totale carriera | 102+5      | 20+1       |                 | 23              | 6               |                    | 4                  | 0                  |             | -           | -           | 134    | 27     |

### Cronologia presenze e reti in nazionale
| Cronologia completa delle presenze e delle reti in nazionale ― Angola | Cronologia completa delle presenze e delle reti in nazionale ― Angola | Cronologia completa delle presenze e delle reti in nazionale ― Angola | Cronologia completa delle presenze e delle reti in nazionale ― Angola | Cronologia completa delle presenze e delle reti in nazionale ― Angola | Cronologia completa delle presenze e delle reti in nazionale ― Angola | Cronologia completa delle presenze e delle reti in nazionale ― Angola | Cronologia completa delle presenze e delle reti in nazionale ― Angola |
| Data                                                                  | Città                                                                 | In casa                                                               | Risultato                                                             | Ospiti                                                                | Competizione                                                          | Reti                                                                  | Note                                                                  |
| --------------------------------------------------------------------- | --------------------------------------------------------------------- | --------------------------------------------------------------------- | --------------------------------------------------------------------- | --------------------------------------------------------------------- | --------------------------------------------------------------------- | --------------------------------------------------------------------- | --------------------------------------------------------------------- |
| 12-9-2023                                                             | Teheran                                                               | Iran                                                                  | 4 – 0                                                                 | Angola                                                                | Amichevole                                                            | -                                                                     | 85’                                                                   |
| 17-10-2023                                                            | Setúbal                                                               | Angola                                                                | 0 – 0                                                                 | RD del Congo                                                          | Amichevole                                                            | -                                                                     |                                                                       |
| 11-10-2024                                                            | Luanda                                                                | Angola                                                                | 2 – 0                                                                 | Niger                                                                 | Qual. Coppa d'Africa 2025                                             | -                                                                     | 57’                                                                   |
| 15-10-2024                                                            | Niamey                                                                | Niger                                                                 | 0 – 1                                                                 | Angola                                                                | Qual. Coppa d'Africa 2025                                             | -                                                                     | 30’ 46’                                                               |
| Totale                                                                |                                                                       | Presenze                                                              | 4                                                                     |                                                                       | Reti                                                                  | 0                                                                     |                                                                       |